# Culicoides shortti
Culicoides shortti är en tvåvingeart som beskrevs av Smith och Swaminath 1932. Culicoides shortti ingår i släktet Culicoides och familjen svidknott. Inga underarter finns listade i Catalogue of Life.